# Happiness!
《Happiness!》（はぴねす！）是Windmill公司發售的第6款十八禁戀愛冒險遊戲，以及以此發展出來的漫畫、動畫作品。

## 作品歷史
最早發售的PC版遊戲是2005年10月21日的初回限定版，有附贈原畫集和原聲集，接著於同年11月18日發售通常版。
Windmill Oasis於2006年7月28日發售收錄有7個短篇故事和麻將遊戲的Fan disc《Happiness! Re:Lucks》（はぴねす! りらっくす），這片Fan Disc的初回限定版有附贈原畫集和原聲集；接著於同年9月15日發售通常版。
2007年1月25日由Marvelous Interactive發售PlayStation 2版《Happiness! De:Lucks》（はぴねす! でらっくす）。
另外本作品的副標題「It's a happy & heartful school life.」可能是和製英語，意思是「幸福而溫馨的校園生活」。

## 情節簡介
瑞穗坂學園是一所有普通科和魔法科的學園。由於某個事故，魔法科的教室受到嚴重損壞，學園將魔法科的學生安排至普通科上課。小日向雄真所在的班級也加入兩位魔法科的學生，其中的神坂春姬發現雄真神似幼時幫助過她的人……

## 登場人物
聲優：PC遊戲、PS2遊戲、動畫版

### 主要角色
小日向雄真（聲優：-/-/大原崇、金田晶代（少年時代））
瑞穗坂學園普通科2年級學生。由於魔法的緣故和生母分開，因而痛恨魔法。討厭別人不正確的使用魔法的方式。身上具有高強的魔力，其才能在日本也是屈指可數的，認為自己的魔法是不幸的魔法，之後得到那律音的遺物長笛而控制住自己強大的魔力，隨後物品交給伊吹，並轉到魔法科去努力嘗試控制住魔法。
神坂春姬（聲優：榊原由依/同左/同左）
瑞穗坂學園魔法科2年級學生。因幼時受到某個會魔法的人的幫忙，因而喜歡魔法，以成為助人的魔法師目標而努力。魔法表現十分傑出。在家裡的櫃子裡放了十幾個在情人節以前買的卻找不到想送的對象的巧克力，與雄真在學校中見面以後送出自己第一次的情人節巧克力，曾經以為在雄真身旁的小準是他的女朋友感到煩惱，非常在意雄真內心的想法。
柊杏璃（聲優：成瀨未亞/同左/同左）
瑞穗坂學園魔法科2年級學生。春姬的朋友。對於自己的魔法能力具有高度自信的少女，以成為學園第一魔法師目標而努力。但是魔法控制力不好，常發生暴走，而有「移動的災害水龍頭」之稱。雖然常在用右手其實是個左撇子，只是力氣太大所以幾乎沒有用，由於音羽的邀請在學園餐廳「Oasis」當女招待過，不過因為笨手笨腳的常常搞砸很多事情，但有著認真去做事情的一面，述說過自己的夢想是去歐洲的魔法研究機構留學。
高峰小雪（聲優：日向裕羅/同左/同左）
瑞穗坂學園魔法科3年級學生。占卜研究部的部長，也是學園理事長的女兒，有名占卜師高峰家的後裔，擁有清爽的站姿与温和的笑容外表魅力四射，也是導致魔法科教室被破壞的罪魁禍首。具有看見未來的能力，身邊經常有小魔球陪伴，並且用它變出各種東西出來（便當、熱水瓶、冰箱之類的），有時還會拿它來當占卜的水晶球或是保齡球來使用，具有很高的魔力水準。
小日向李（聲優：安玖深音/後藤麻衣/同左）
雄真的義妹。瑞穗坂學園普通科1年級學生。烹飪能力不錯，完美应对全部家务，特别在料理方面得到母亲『音羽』的担保。經常關心雄真。小時候跟春姬是兒時的玩伴，有著遺傳母親一樣未達目的決不罷休的逼人氣勢，為了能夠讓不願與人來往的伊吹敞開心房成為朋友，不斷努力的用真心面對。

### 次要角色
渡良瀨準（聲優：佐本二厘／結本ミチル／同左）
瑞穗坂學園普通科2年級學生。雄真的同班同學，中學時期就認識的好朋友。偽娘。據雄真所言，他似乎做過許多接待方面的工作。擁有不輸給一般女性的外貌（被部分玩家認為他才是真正的女/男主角），社交型的开朗性格，在男女生中都很有人气。真實身分是個如假包換的男人，認為自己穿女裝最適合，平常都是女裝打扮、去學校上課時也穿女學生制服，常以开玩笑的口吻对雄真示愛。
在《Happiness! Re:Lucks》中新增專屬故事線。
式守伊吹（聲優：みる/壹智村小真/同左）
瑞穗坂學園魔法科1年級學生。魔法家族式守家的繼承人，待人十分冷漠，能夠不詠唱咒文就使用魔法，對於李子的真心受到動搖而有所改變。，非常喜歡煎雞蛋。，對於家傳的秘寶被封印在結界中耿耿於懷，其真正目的是為了讓自己死去的姐姐死而復身。
上条沙耶（聲優：三咲里奈/伊藤静/同左）
瑞穗坂學園魔法科2年級轉學生。上条信哉的雙胞胎妹妹，上條家世世代代侍奉伊吹家。為了讓超級沒方向感的哥哥可以正常的到達學校而每天晚上特訓，卻被八輔誤以為是幽靈。外貌上被人說是「大和抚子」一词说的就是她，因为内向容易害羞，有点不擅长与双胞胎哥哥以外的人说话。
高溝八輔（聲優：滑川菊太郎/川村拓央、（少年時代）／同左）
瑞穗坂學園普通科2年級學生。雄真的同班同學和朋友。与雄真是从中学开始的交情，绰号『阿八』。好像与雄真和準很合得来，总是在一起行动。講話有時候會有說服力，經常飽受杏璃和其他女生的拳頭攻擊或是其他人的魔法攻擊，喜歡和女學生搭訕，並常常被發好人卡拒絕掉。
上条信哉（聲優：／伊藤健太郎、佐藤有世（少年時代）／同左）
瑞穗坂學園魔法科2年級轉學生。沙耶的雙胞胎哥哥，上條家世世代代侍奉伊吹家。超級路痴，經常迷路，但是當妹妹沙耶有危險時卻能及時出現。最初誤認八輔為想襲擊妹妹的變態使其打暈。隨身攜帶木刀形的魔杖，可以防禦大多數的魔法，魔法能力高強。
小日向音羽（聲優：岬友美/星野千壽子/同左）
李子的媽媽、雄真的義母。瑞穗坂學園餐廳「Oasis」的老闆，凭借年龄不详的外貌与爱开玩笑的性格成为商店街的红人。
御薙鈴莉（聲優：北都南／／同左）
瑞穗坂學園魔法科教師。受伊吹的姐姐那律音的拜託封印式守家的秘寶。非常有名的魔法使，外表上是個容易亲近的大姐姐，再加上是个超级美人，爱慕她的男生是滔滔不绝。
雄真的生母。
高峰柚葉（聲優：- 非公開/／同左）
瑞穗坂學園理事長。高峰小雪的母親。和雄真的母親鈴莉是舊識。
式守那津音
式守伊吹親姐姐。為了封印家傳的秘寶，而失去生命死去。
- 注：Magic Wand的聲優在遊戲和動畫沒有公佈，而在《Happiness!瑞穗坂學園校内放送》第6回播放時公開。

## 主題曲
（預約特典OP、ED收錄的CD）
- 片頭曲「ZERO」

歌：佐藤裕美，作詞：kanoko，作曲／編曲：（Elements Garden）
- 片尾曲

歌：榊原由依、成瀨未亞、日向裕羅、安玖深音，作詞：ちゃとら，作曲：上松範康，編曲：菊田大介
（初回收錄CD）
- 片頭曲

歌／作詞：榊原由依，作曲：上松範康，編曲：菊田大介
- 片尾曲「with you...」

歌：佐藤裕美，作詞：kanoko，作曲／編曲：菊田大介
- 片頭曲

歌：榊原由依，作詞／作曲：志倉千代丸，編曲：TARAWO
- GRAND片尾曲

歌：村田步，作詞／作曲：藤村みわ子，編曲：あきづきかおる

## 電視動畫

### 製作人員
- 監督：原博
- 系列構成：西園悟
- 人物設定：小關雅
- 音響監督：ハマノカズゾウ
- 音響製作：内村友祐（デルファイサウンド）
- 音樂：5zizz
- 動畫製作：ARTLAND
- 製作：Happiness!製作委員會

### 各話資料
| 話數   | 日文標題 | 中譯標題           | 劇本       | 分鏡     | 演出                       | 作畫監督                                   |
| ------ | -------- | ------------------ | ---------- | -------- | -------------------------- | ------------------------------------------ |
| 1      |          | 情人節             | 西園悟     | 原博     | 境一朗 宮田亮              | 小關雅                                     |
| 2      |          | 賞櫻會             | 西園悟     | 福島一三 | 山内東生雄                 | KIM SUNG BUN                               |
| 3      |          | Oasis              | 山口亮太   | 康村諒   | 康村諒                     | 桐瀨穰二 森本由布希 久保山陽子             |
| 4      |          | 消失的小玉         | 古怒田健志 | 福冨博   | 福冨博                     | JANG SUNG HO                               |
| 5      |          | 夜半美少女         | 西園悟     | 江上潔   | 中野英明                   | 志田正                                     |
| 6      |          | 謎之轉學生         | 山口亮太   | 夕澄慶英 | 夕澄慶英                   | 大塚美登理                                 |
| 7      |          | 伊吹友情育成計畫   | 西園悟     | 福島一三 | 横田和善                   | KIM SUNG BUN                               |
| 8      |          | 夏日遐想           | 西園悟     | 康村諒   | 康村諒                     | 桐瀬穰二                                   |
| 9      |          | 學園祭             | 山口亮太   | 福冨博   | 福本潔                     | 張成浩                                     |
| 10     |          | 過去               | 西園悟     | 關祐二   | 小野田雄亮                 | 清水勝祐                                   |
| 11     |          | 式守的秘寶         | 西園悟     | 江上潔   | 内山まな                   | KYOUNG SUK CHOL                            |
| 12     |          | 幸福的魔法         | 西園悟     | 原博     | 下田久人 夕澄慶英 美甘義人 | 小關雅 氏家真宏 都竹隆治 松岡謙治 服部一郎 |
| 番外篇 |          | 渡良瀬準華麗的一天 | 西園悟     | 矢吹勉   | 川西泰二                   | 氏家真宏 都竹隆治                          |

### 播放電視台
日本深夜動畫：下文記載的日本国内播放時間使用日本標準時間（UTC+9）表示。因為部分時間标识會採用30小时制，因此請留意这类超过24:00的时间，其實際播放時間為翌日清晨。
| 電視台       | 播映期間                      | 播映時間                 | 所屬聯播網  |
| ------------ | ----------------------------- | ------------------------ | ----------- |
| 千葉電視台   | 2006年10月5日－2006年12月21日 | 木曜 25時55分 - 26時25分 | 獨立UHF系列 |
| 神奈川電視台 | 2006年10月5日－2006年12月21日 | 木曜 26時15分 - 26時45分 | 獨立UHF系列 |
| 埼玉電視台   | 2006年10月7日－2006年12月23日 | 土曜 25時30分 - 26時00分 | 獨立UHF系列 |
| 瀨戶內電視台 | 2006年10月7日－2006年12月23日 | 土曜 25時40分 - 26時10分 | TXN系列     |
| 大阪電視台   | 2006年10月7日－2006年12月23日 | 土曜 26時40分 - 27時10分 | TXN系列     |
| 愛知電視台   | 2006年10月9日－2006年12月25日 | 月曜 26時43分 - 27時13分 | TXN系列     |
| KIDS STATION | 2006年10月12日－2007年1月4日  | 木曜 24時30分 - 25時00分 | CS放送      |

## 評價
《Happiness!》在日本美少女游戏与动画相关商品销售网站Getchu.com的2005年10月销量榜上排名第2，2005年排名第6。Fan disc《Happiness! Re:Lucks》於2006年排名第9。
2007年10月，《電擊G's magazine》舉辦了日本前五十名最佳美少女遊戲排名的票選活動，《Happiness!》在入圍的249款遊戲中獲得5票而成為第38名。

## 外部連結
- Windmill官方網站（页面存档备份，存于）（日語）
- Happiness!初回限定版官方網站（页面存档备份，存于）（日語）
- Happiness!Re:Lucks官方網站（页面存档备份，存于）（日語）
- 電視動畫官方網站（页面存档备份，存于）（日語）
- Happiness!（動畫）在動畫新聞網百科全書中的資料（英文）
- 《Happiness!》在視覺小說數據庫的頁面 （英文）